# 香港1968年英女皇壽辰授勳名單
香港1968年英女皇壽辰授勳名單1968年6月8日於《倫敦憲報》刊登，共有49人授勳及嘉獎，另有11名軍官於六七暴動期間鎮暴有功並獲勳。

## 授勳名單

### 聖米迦勒及聖喬治勳章

#### 聖米迦勒及聖喬治同胞勳章（CMG勳銜）
- 伊理覺先生（Thomas Anthony Keith ELLIOTT）

### 英帝國勳章

#### 英帝國爵級司令勳章（KBE勳銜）
- 郭伯偉先生，CMG，OBE（John James COWPERTHWAITE）

#### 英帝國司令勳章（CBE勳銜）
- 巴悌先生，OBE（Dermont Campbell BARTY）

#### 英帝國官佐勳章（OBE勳銜）
- 李福和先生，JP
- 羅仕議員（George Ronald ROSS）
- 黃克競先生

#### 英帝國員佐勳章（MBE勳銜）
- 惠利上尉（Captain (Quartermaster) Charles Leslie WILEY）
- 陳日新先生
- 何健華先生（Lawrence Edwin Arthur HOLT-KENTWELL）
- 林樹春先生
- 彭富華先生，JP
- 廖烈武先生
- 趙少鸞女士
- 朱亮民先生
- 龍啟昌先生
- 甄子傑先生

### 帝國服務勳章（ISO勳銜）
- 鍾耀基先生
- 鍾榮光先生，MBE

### 英帝國獎章（BEM）
- 何冠文軍士長（Warrant Officer Class II HO Koon-man）
- 陳觀榮先生
- 施露華先生（Francisco Xavier DA SILVA）
- 麥啟昌先生
- 潘海先生
- 黃波先生
- 張保先生
- 鄺錦明先生
- 黎士行先生
- 呂就先生
- 湯彬先生

### 女皇榮譽獎章（BH）
- 鄧乃文先生
- 黃源章先生
- 蔡創業先生
- 陳凌峰先生
- 何十常先生

### 殖民地警察獎章（CPM）
- 李克彬警長
- 施覺普先生（Charles Leonard SCOBELL）
- 巴德純先生（Robert Games BRETHERTON）
- 賈禮先生（Hector Joseph CARLYLE）
- 賈士圖先生（Robert Armando CASTRO）
- 夏禮士先生（James Horace HARRIS）
- 鄧賀先生
- 衛理信先生（Robert WILSON）
- 許晉強先生
- 何敦謀先生
- 何慶墀先生
- 狄雲夏先生（John Walter DEVONSHIRE）
- 韓森警目
- 徐金警目
- 馮來先生

## 授勳名單（軍部）

### 英帝國勳章

#### 英帝國司令勳章（CBE勳銜）
- 蒙德高准將，OBE（Brigadier John Humphrey MONTAGU）
- 馬田准將，OBE（Brigadier Peter Lawrence de Carteret MARTIN）

#### 英帝國官佐章（OBE勳銜）
- 麥仕德中校，MBE（Lieutenant-Colonel Ronald William Lorne McALISTER）
- 奧李亞利中校，MBE，MC（Lieutenant-Colonel Denis Oswald O'LEARY）

#### 英帝國員佐章（MBE勳銜）
- 喬烈少校（Major Peter HEWLETT）
- 李雲少校（Major (acting) Bruce Mackenzie NIVEN）
- 連諾斯少校（Major Bernard Charles GORDON LENNOX）
- 希拔少校（Major Albert Edward HIBBERT）
- 古龍中尉（Lieutenant (Q.G.O.) MINBAHADUR GURUNG）

### 英帝國獎章（BEM）
- 基斯臣准尉
- 貝納根沙